# Abja-Paluoja
Abja-Paluoja (tysk: Abia-Palloja) er en by i det sydlige Estland. Byen har et indbyggertal på 1.056 (2024) indbyggere og ligger i Mulgi kommune.